# 被侮辱与被损害的
《被侮辱与被损害的》（俄语：Униженные и оскорблённые, Unizhennye i oskorblyonnye）是费奥多尔·米哈伊洛维奇·陀思妥耶夫斯基的一部小说，出版于1861年。

## 改编
《被侮辱与被损害的》在1991年改编为电影，由娜妲莎·金斯基饰演娜妲莎。
香港1950年电影《豪門孽債》根据本书改编，但将故事地点改为二战后的上海。